# La Clôture (Perec)
Pour l’article homonyme, voir La Clôture.
La Clôture est un recueil de poèmes de l’écrivain Georges Perec, paru en 1980.

## Contenu
Le recueil contient :
- La Clôture : dix-sept poèmes hétérogrammatiques, chacun construit avec les lettres E S A R T I N U L O C plus une lettre joker pour chaque poème. La première édition[1] comportait les matrices typographiques des poèmes. Les textes, ainsi que les photographies de la première édition, sont centrés autour de la rue Vilin, où Perec passa son enfance[2].
- Trompe-l’œil : six poèmes franglais[3].
- Métaux : quatre sonnets hétérogrammatiques, construits sur la série E S A R T I N U L O D M + une lettre spécifique à chaque poème + un joker[4].
- Palindrome : un palindrome de 5566 lettres[5] commençant par «Trace l'inégal palindrome ».
- Ulcérations : onze poèmes hétérogrammatiques basés sur la série E S A R T I N U L O C sans lettre supplémentaire ni joker[6].
- Des textes divers, dont Dos, caddy d'aisselles, palindrome syllabique de El Desdichado[7] de Gérard de Nerval ; et Un poème, l'un des deux seuls poèmes de Perec écrits sans contrainte[8].

Ces textes correspondent à ce que Perec attendait de la poésie, et qu'il avait déjà mis en œuvre dans Alphabets : « C'est une poésie assez hermétique et assez précieuse mais qui m'apporte tout ce que je demande à la poésie. » Il souhaite également que le lecteur les reçoive comme tels, ce qui est la principale raison de la suppression des matrices typographiques : « On risque de n'en lire que l'exploit, le record. Sans donner la clé, finalement, le lecteur peut les recevoir comme un poème.
À ce propos, Bernard Magné fait remarquer que « paradoxalement, aux yeux de Perec, la lisibilité du code nuit à la lisibilité du message » et aboutit à une certaine opacité lexicale, priorité étant donnée au texte sur la langue. 
Poésie dense et impénétrable,  l’hétérogramme est un cas particulier du lipogramme et par là rejoint l’écriture du manque et de l’absence. 